# Stuart Gomez
Stuart Gomez (* 15. November 1982 in Sydney) ist ein australischer Badmintonspieler. 

## Karriere
Stuart Gomez nahm 2008 an Olympia teil. Er startete dabei im Herreneinzel und unterlag in der ersten Runde. Bei der Ozeanienmeisterschaft des gleichen Jahres gewann er Silber, nachdem es 2006 nur zu Bronzegereicht hatte. 2006 wurde er ebenfalls australischer Meister.

## Sportliche Erfolge
| Saison | Veranstaltung                     | Disziplin    | Platz | Name                      |
| ------ | --------------------------------- | ------------ | ----- | ------------------------- |
| 2002   | Auckland International            | Herreneinzel | 3     | Stuart Gomez              |
| 2002   | Auckland International            | Herrendoppel | 3     | Guy Gibson / Stuart Gomez |
| 2004   | Australian International          | Herrendoppel | 2     | Raj Veeran / Stuart Gomez |
| 2006   | Australien: Einzelmeisterschaften | Herreneinzel | 1     | Stuart Gomez              |
| 2006   | Ozeanienmeisterschaft             | Herreneinzel | 3     | Stuart Gomez              |
| 2008   | Olympia                           | Herreneinzel | 33    | Stuart Gomez              |
| 2008   | Ozeanienmeisterschaft             | Herreneinzel | 2     | Stuart Gomez              |